# Регіональний ландшафтний парк «Ялівщина»
Ялі́вщина — регіональний ландшафтний парк в Україні. Розташований у межах міста Чернігів, в історичній місцевості Ялівщина, між проспектом Миру, вул. 77-ї Гвардійської Дивізії, вул. 1 Травня і вул. Кільцевою. 
Площа 168,7 га. Статус дано згідно з рішенням Чернігівської обласної ради від 28 березня 2014 року. Перебуває у віданні: Чернігівська обласна рада. 
Статус дано для збереження мальовничого лісопарку, що розкинувся на пагорбах лівобережжя річки Стрижень (притока Десни). З деревних порід зростають дуб, сосна, береза тощо. У травяному покриві трапляються рідкісні рослини — любка дволиста, коручка чемерникоподібна, які занесені до Червоної книги України. 
На території парку створено екологічну стежку для організації навчальних практик студентів та учнів шкіл, також проводяться змагання з туризму, спортивного орієнтування та краєзнавства. 
Регіональний ландшафтний парк «Ялівщина» є одним з найулюбленіших місць відпочинку жителів Чернігова в різні пори року. Парк має велике значення як осередок збереженої природи в міській зоні, відіграє значну гідрологічну, біологічну та екологічну роль. Є особливо цінним для підтримування біо- і ландшафтного розмаїття міста. 
На території ландшафтного парку «Ялівщина» розташований лісовий заказник «Ялівщина», а також ботанічна пам'ятка природи «Сосна Василя Ялоцького».